# Крюков (Краснодарский край)
Крюков (Вознесенские) — упразднённый в 1966 году хутор в Анапском районе Краснодарского края.
На 2024 год улица Крюкова в селе Цибанобалка Приморского сельского округа в составе муниципального образования город-курорт Анапа.

## История
На 1926 год, согласно карте Кавказского края 1926 года, на хуторе значилось 10 дворов, но в материалах переписи 17 декабря 1926 года Крюков отдельно не упомянут: в Анапском сельсовете Анапского района Черноморского округа Северо-Кавказского края числятся Вознесенский посёлок с общим населением 127 человек в 23 дворах. Также на двухкилометровке 1941 года обозначен «Крюков Вознесенских хуторов», как и в «Реестре нормализованных названий ранее существовавших географических объектов» от 18 ноября 2010 года.
Снят с учёта Решением Краснодарского крайисполкома от 13 июля 1966 года.